# Ant Strachan
Anthony Duncan Strachan (Te Awamutu, 7 de junio de 1966) es un entrenador y exrugbista neozelandés que se desempeñaba como medio scrum. Fue internacional con los All Blacks en los años 1990.

## Carrera
Debutó en el National Provincial Championship en 1987, jugando para los Otago Razorbacks y después de dos temporadas con esa provincia, en 1989 se trasladó al poderoso Auckland.
Su nueva provincia era integrada por el 40% de los campeones del mundo y dominaba el juego en Oceanía Rugby, así ganó todos los títulos disponibles. Pero debido a que casi no jugaba, en 1992 se cambió a North Harbour y allí empezó a llamar la atención por su nivel.
En 1995, con el advenimiento del profesionalismo, se marchó a Japón para unirse al Rugby Kaneka Chemicals de la Top League y allí se retiró en 2001. Actualmente vive en Auckland con su familia, está casado y tiene cuatro hijos.

### Palmarés
- Campeón del South Pacific Championship de 1989 y 1990.
- Campeón del National Provincial Championship de 1989 y 1990.

## Selección nacional
En junio de 1992 Laurie Mains lo convocó a los All Blacks y debutó contra World XV; representada por Federico Méndez, Olivier Roumat y Yoshihito Yoshida; ganándose inmediatamente la titularidad. Ese año jugó ante Irlanda; fue la única selección europea que enfrentó; la desastrosa Copa Bledisloe frente a los Wallabies y la histórica «Prueba del Regreso» ante los prohibidos Springboks; de las estrellas Naas Botha, Jannie Breedt, Danie Gerber y Uli Schmidt.
En 1993 jugó la prueba inicial ante los Leones Británicos e Irlandeses, que realizaban su última visita del siglo y allí perdió su lugar con Jon Preston y Graeme Bachop. Recién volvió a ser convocado para Sudáfrica 1995.
El nuevo entrenador John Hart jamás lo consideró, porque prefirió a Justin Marshall. En total Strachan jugó once pruebas y marcó dos tries, también jugó seis partidos de entrenamiento (frente a clubes o regiones).

### Participaciones en Copas del Mundo
Mains lo llevó a Sudáfrica 1995 como suplente de Graeme Bachop, por lo que solo jugó ante Japón y tres minutos en la final; ingresando como sustitución por sangre.
| Mundial                       | Sede      | Resultado  | PJ | Tries |
| ----------------------------- | --------- | ---------- | -- | ----- |
| Copa Mundial de Rugby de 1995 | Sudáfrica | Subcampeón | 2  | 0     |

## Entrenador
En 2004 asumió como director de deporte base en los Blues, encargándose de desarrollar a la cantera y permaneció hasta 2010. Fue allí cuando se le ocurrió buscar promesas en Argentina, los Estados Unidos y Japón; países donde él cree que surgirán las futuras estrellas; e inició con sus viajes de reclutamiento internacional.
Actualmente trabaja como formador de las divisiones juveniles del Auckland y ojeador experto, brindando capacitación en destreza, mentalidad y táctica a entrenadores de todo el mundo. Por ejemplo, en 2018 visitó Argentina junto a Keven Mealamu y capacitó a entrenadores en La Punta.